# Ferdinand Benjamin David
Pour les articles homonymes, voir David.
Ferdinand Benjamin David, né le 30 mars 1796 à Niort (Deux-Sèvres) et mort le 24 janvier 1879 à Niort, est un homme politique français.

## Biographie
Médecin, il commence sa carrière comme aide-major de la Marine, puis s'installe à Niort. Conseiller municipal de 1830 à 1869, il est adjoint au maire en 1831 et maire de Niort en 1840. Il est conseiller général en 1839 et président du conseil général en 1845. Il est député des Deux-Sèvres de 1834 à 1837, de 1842 à 1846, siégeant dans la majorité soutenant la Monarchie de Juillet, puis de 1849 à 1870, siégeant à droite et soutenant le Second Empire.

## Sources
- « Ferdinand Benjamin David », dans Adolphe Robert et Gaston Cougny, Dictionnaire des parlementaires français, Edgar Bourloton, 1889-1891 [détail de l’édition]